# تشارلز ليال
تشارلس جيمس ليال (بالإنجليزية: Charles James Lyall)‏ ( 1261 - 1338 هـ / 1845 - 1920 م ) هو مستشرق إنكليزي عني بتحقيق ونشر بعض قصائد الشعر الجاهلي وترجمتها، وهو محقق كتاب «المفضليات» للمفضل الضبّي. و «شرح المعلقات للتبريزي».